# Eugène Merrill Desaulniers
Eugène Merrill Desaulniers, né le 5 novembre 1868 à Yamachiche et mort le 6 décembre 1939 à Montréal, est un médecin et homme politique québécois.

## Biographie
Il est le fils de Louis-Léon Lesieur-Desaulniers, le petit-fils de François Lesieur Desaulniers (1785 – 1870) et l'arrière-petit-fils d'Augustin Rivard.